# 낙산사 동종
낙산사 동종(洛山寺 銅鐘)은 조선 예종이 1469년(예종 1년) 그의 아버지 세조를 위해 낙산사에 보시한 종이었다. 조선 초기의 종을 대표하는 작품이었다. 2005년 4월 5일에 낙산사 화재 사고로 녹아내려 보물 지정이 해제되었고, 문화재청에 의해 복원되었다.

## 현지 안내문
고향당 옆 종각에 보존되어있던 조선시대 종(보물 제479호)으로 2005년 산불로 소실되었으나 2006년 10월 16일 현대의 과학 기술로 완벽히 복원되어 현 범종각에 봉안되어 있다.
동종의 정상에는 반룡 두 마리가 서로 얼크러져 용뉴를 이루고 있어 매우 사실적인 표현법으로 장식되어 있다. 중앙의 옆띠와 물결무늬 옆띠 사이에 장문의 명문이 양각되어 있다.
명문은 김수온이 짓고 정난종이 글씨를 썼는데, 그 내용으로 이 동종은 조선 세조 임금을 위하여 그의 아들 예종이 만들게 한 것임을 알 수 있다.
낙산사 동종은 조선시대 범종 가운데 16세기 이전에 조성된 드문 예 가운데 하나로서, 당대의 범종 연구에 귀중한 자료가 된다. 크기는 전체 높이 158cm, 입지름 98cm이다.

## 사진

보살입상
용뉴